# 形式謬誤
形式謬誤（Formal fallacies）是推理形式錯誤的論證。
任何論證都可依其前提與結論之間的關係分成「有效」（valid）和「無效」（invalid）的。一個論證是有效的，若且唯若在該論證的前提全部為真時結論就不可能為假，換言之，對一有效論證來說，當其前提全部為真時就能確保其結論亦為真。在判斷一個推論是否有效時，我們可以直接根據前提與結論的內容進行判斷，也可以利用特定邏輯系統的形式語言適當地翻譯一個論證的前提與結論，再根據該論證之前提與結論的形式結構將論證分成有效的推論形式與無效的推論形式。凡是符合某個有效推論形式的論證都是有效論證；反之，凡是符合某個無效推論形式，且不符合任何有效推論形式的論證，就都是無效論證。（有些論證可以同時符合某個有效推論的形式與某個無效推論的形式，此時會基於該論證符合某個有效推論的形式而使該論證為有效論證。）當一個論證因為符合某個無效推論的形式，且又不符合任何有效推論形式時，我們便稱該論證犯了形式上的謬誤。與非形式謬誤不同，我們不需檢驗論據的具體內容，只要將推論符號化並加以檢驗，即可確認形式謬誤的存在。

## 不當結論
不當結論（拉丁語：non sequitur）係指結論無法從已建立的前提推論出來。如果一個論證犯了形式謬誤，其結論即屬不當結論。

## 示例
x比y大
y比z大
因此z比x大

問題在於：根據前題，x應比z大。「z比x大」背離了上述的對確形式，這就是形式謬誤。

油條是好吃的
油條是食物
因此食物是好吃的

問題在於：食物並不總是好吃的，這是形式謬誤。（因为油条只是食物一种，并非全部食物都是油条）

企鵝不會飛
企鵝屬於鳥類
因此鳥類不會飛

此論證問題在於「以偏概全」，因爲不是所有鳥類都是企鵝。因此，此論證犯了形式謬誤。

## 外部連結
- （英文） Logical Fallacy: Formal Fallacy （页面存档备份，存于）
- （英文） https://editthis.info/logic/Formal_Fallacies （页面存档备份，存于）